# Sieg (Naturschutzgebiet)

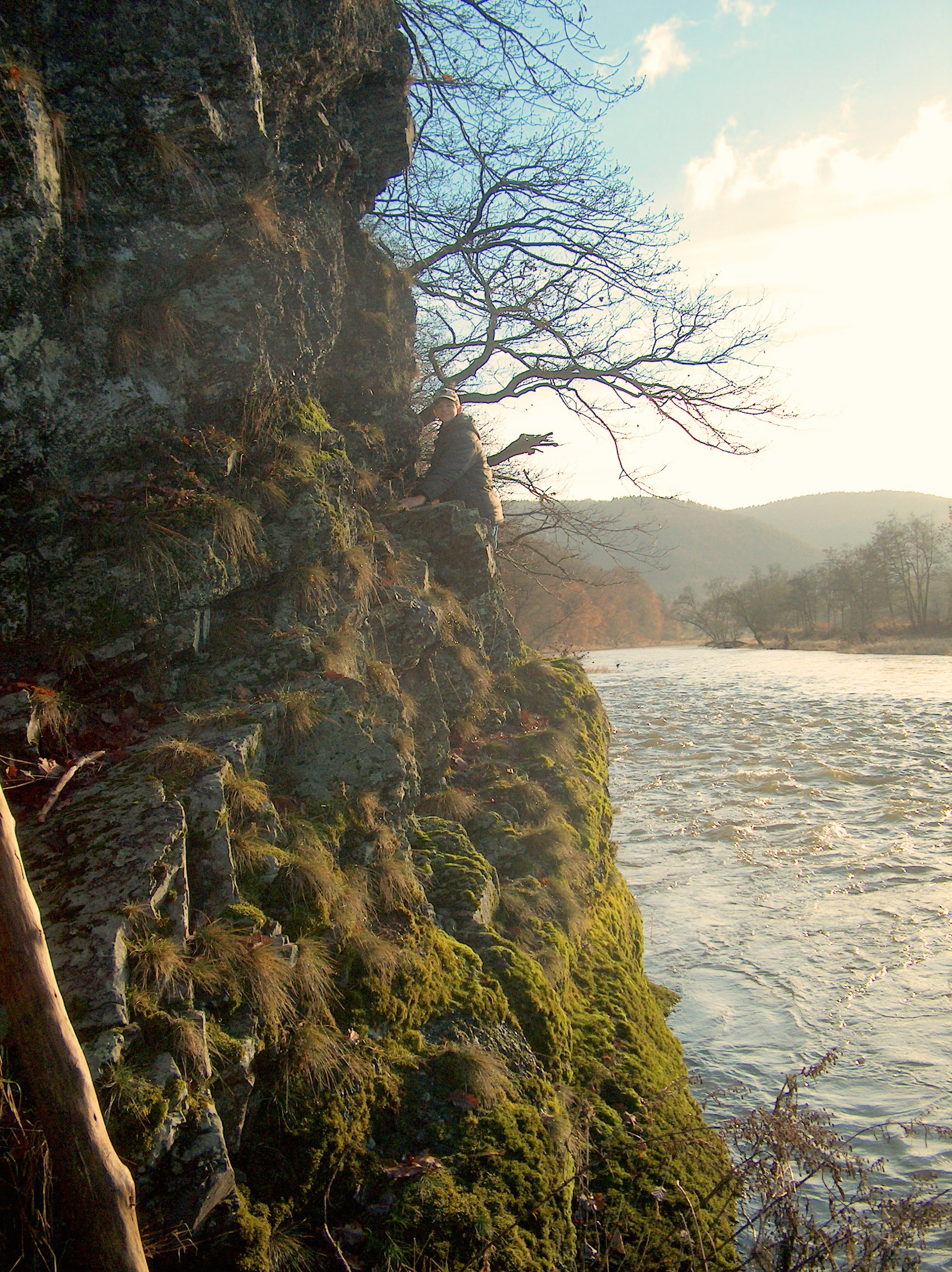
Steilfelsen an der Sieg

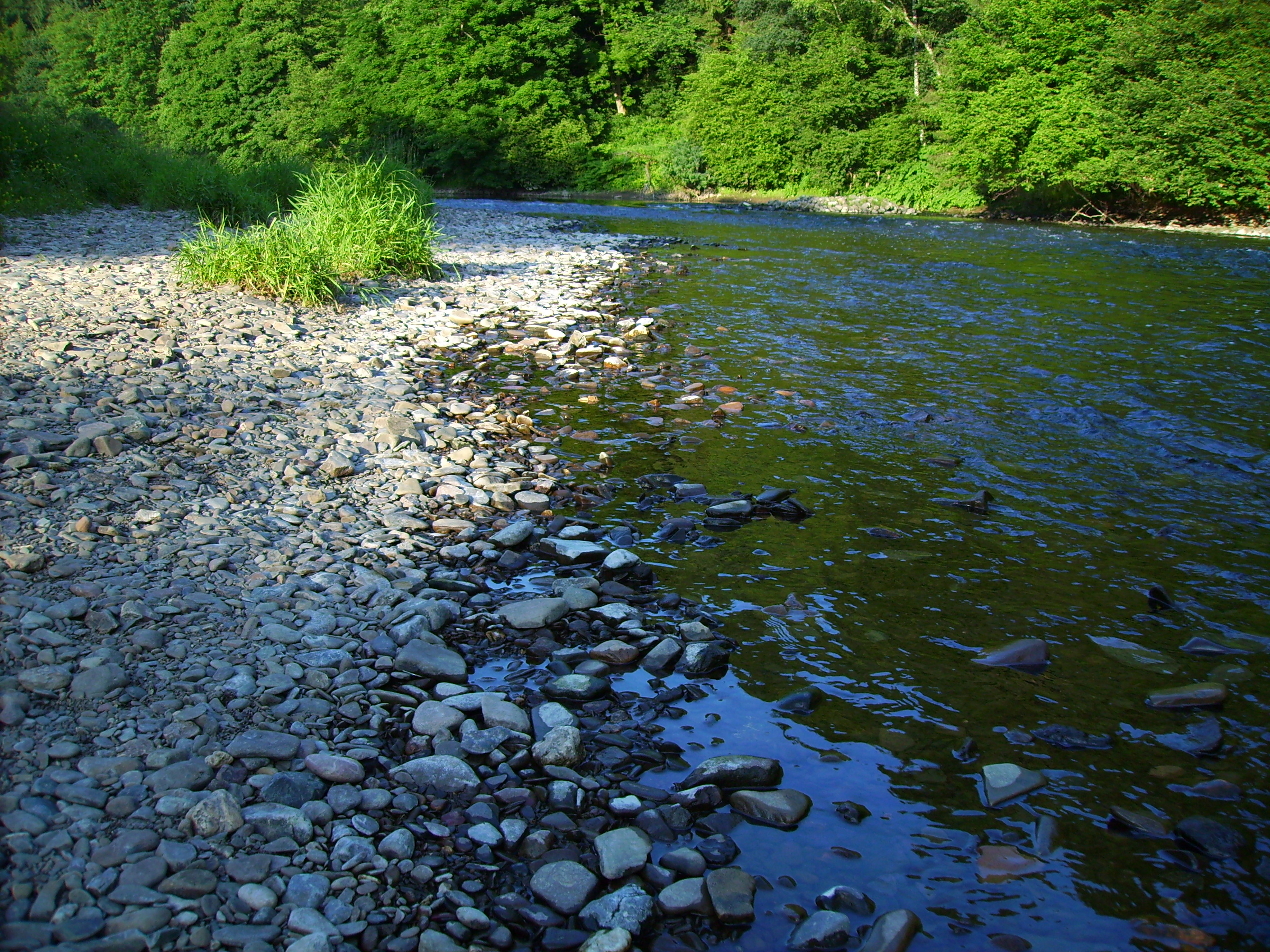
Kiesstrand an der Sieg

Das Naturschutzgebiet Sieg ist ein 617 ha großes Areal im Verlauf der Sieg, das unter dem Schutz der Natura 2000 steht und mit der Nummer DE-5210-303 registriert ist. Das Gebiet umfasst das Mittelsiegtal als windungsreichen, zwischen Fürthen und Troisdorf verlaufenden Talzug.
Die häufig durch Grünlandtal fließende, relativ naturnah ausgeprägte Sieg weist streckenweise Steinschüttungen als Uferbefestigung auf, andererseits sind manchmal natürliche Kiesbänke vorgelagert. Häufig markieren dichte Ufergehölze überwiegend aus Baumweiden, Weidensträuchern und Eschen, sowie Uferhochstaudenfluren den Flusslauf in der Grünlandaue. In den Auen liegen Altarme, die oft mit Erlen-Auenwäldern bewachsen sind.

## Lebensräume
- Natürliche eutrophe Seen und Altarme
- Flüsse mit Unterwasser-Vegetation
- Flüsse mit Schlammbänken und einjähriger Vegetation
- Feuchte Hochstaudenfluren
- Hainsimsen-Buchenwald
- Schlucht- und Hangmischwälder
- Erlen-Eschen- und Weichholz-Auenwälder
- Glatthafer- und Wiesenknopf-Silgenwiesen
- Silikatfelsen mit Felsspaltenvegetation

## Tierschutz
Schützenswerte vorkommende Arten sind Lachs, Bachneunauge, Flussneunauge, Groppe, Steinbeißer, Bitterling, Meerneunauge, Dunkler Wiesenknopf-Ameisenbläuling,  Heller Wiesenknopf-Ameisenbläuling und Gelbbauchunke.